# 解憂雜貨店
《解憂雜貨店》（日语：ナミヤ雑貨店の奇蹟）是日本作家東野圭吾的長篇懸疑小說。2011年於《小說野性時代》連載，於2012年3月由角川書店發行單行本。中央公論文藝獎第7回獲獎作品。

## 书名
日文原名日语：的含意是“浪矢雜貨店的奇蹟”，是小說裡雜貨店經營人的姓「浪矢」的片假名拼写。和日语“烦恼（悩み）”的发音近似，故而一些附近的孩子要店主解决烦恼，因而引发书中主要情节。中文的浪矢和烦恼两词并无此关联，翻译使用了“解憂”的意译。

## 出版書籍
| 出版社       | 出版日期       | 格式   | 頁數  | ISBN                   | 譯者   |
| ------------ | -------------- | ------ | ----- | ---------------------- | ------ |
| 角川書店     | 2012年3月28日  | 單行本 | 385頁 | ISBN 978-4-04-110136-0 | 不適用 |
| 当代文学     | 2012年12月19日 | 平裝書 | 456頁 | ISBN 978-897-275619-4  |        |
| 皇冠文化     | 2013年8月5日   | 平裝書 | 352頁 | ISBN 978-957-333-012-7 | 王蘊潔 |
| 南海出版公司 | 2014年5月1日   | 精装書 | 291頁 | ISBN 978-754-427087-8  | 李盈春 |
| 角川書店     | 2014年11月22日 | 文庫本 | 413頁 | ISBN 978-4-04-101451-6 | 不適用 |

## 書籍評價
- 2012年 第7回「中央公論文藝獎」　獲獎
- 2012年 「週刊文春推理小說 Best 10」　第20名[1]
- 亞馬遜中國圖書排行榜 《解憂雜貨店》連兩年上榜

2014年亞馬遜中國年度“圖書暢銷榜”與“電子書暢銷榜”皆前5名
2015年亞馬遜暢銷榜《解憂雜貨店》奪得“圖書暢銷榜”與“電子書暢銷榜”雙料冠軍
- 博客來網路書店2014年度書籍銷售排行榜中文書總榜第2名[4]、2015年度書籍銷售排行榜中文書總榜第7名[5]、2016年度書籍銷售排行榜中文書總榜第2名[6]、2017年度書籍銷售排行榜中文書總榜第7名、2018年度書籍銷售排行榜中文書總榜第10名[7]、2019年度書籍銷售排行榜懸疑推理小說分組第1名

## 故事簡介
如果有一個地方，可以解決我們所有的煩惱……
這裡不只賣日常生活用品，還有提供解決憂愁的諮詢。困惑不安的你，糾結不已的你，歡迎來信討論心中的問題。
靜僻的街道旁，佇立著一家解憂雜貨店。只要在晚上把寫了煩惱的信丟進鐵捲門上的投遞口，隔天就可以在店後面的牛奶箱裡拿到回信解答。
當他們紛紛寫信到雜貨店，不可思議的事也接二連三發生，而那些一瞬間的交會，又將如何演變成一生一世的救贖？
跨越三十年時空，雜貨店恆常散放著溫暖奇異的光芒……

### 第一章／回信放在牛奶箱裏
- 原題：

深夜，三名帶著偷來袋子的年輕人敦也、翔太、幸平正企圖開着老舊的汽車逃跑。但是汽車拋錨無法發動，無奈下三人只好逃入翔太先前在勘察路線時發現的棄屋「浪矢雜貨店」里躲避，待到天亮再作打算。三人在店內搜索時，突然有一封信從鐵卷門上的郵件投遞口被投了進來。三人拆閱信件，發現內容是一個化名「月亮兔」的女性運動員寫來的煩惱諮詢信，求教於戀愛與訓練的取捨。從店內留下的舊報紙，三人發現這家「浪矢雜貨店」因為以前的店主將致函的煩惱諮詢信件一一用心解答而聞名。敦也堅持不要理睬，而翔太和幸平則認為這種機會千載難逢，決定給那封諮詢信件寫回信。本以為就此了結此事，一等天亮便離店逃走，誰料月亮兔回信竟又接續而來，由此相互書信往來，三人誤打誤撞下竟為月亮兔解開了心結。

### 第二章／深夜的口琴
- 原題：

八年前正在讀大學的他為了音樂不惜休學，然而在音樂路上處處碰壁，不受賞識。而在家鄉的父親因身體不適，家裡開的魚店需要自己繼承。夾在「追求夢想」和「接受現實」兩個選擇之間不知如何抉擇的克郎，往家附近的「浪矢雜貨店」投去諮詢煩惱的信件，翌日也如言在牛奶箱中得到回覆。可是回信言詞無禮之極，與兒時所識的浪矢爺爺完全不同，在不服氣下再寫了一信投去，並對著投信口用口琴吹奏出自己創作的歌曲，而牛奶箱中也傳來了令克郎銘記一生的回覆......

### 第三章／在CIVIC車上等到天亮
- 原題：

貴之回到父親在老家經營的浪矢雜貨店，勸父親將雜貨店結業和自己一同生活。但雄治正在為寄到店裡的煩惱諮詢的信件解答，因而一直沒有答應貴之的要求。然而這次，雄治突然說「是時候了」，然後答應關店跟貴之同住。
不久之後，貴之感覺同住後的老父彷彿在漸漸失去生氣，甚至身體已經不支而入院了。正擔心時，父親雄治卻突然說出了關店的理由，並對貴之提出了一個奇怪的請求……

### 第四章／聽著披頭四默禱
- 原題：

浩介從意外死亡的堂兄的遺物中接手了披頭四的唱片，自此成為了披頭四的歌迷。浩介家境殷實，因此房間里配置了用來聽唱片的最新型的音響，經常招待朋友們來家裡聽唱片。然而某天，他得知父親的公司陷入了經營困境，同時也從友人那裡得知披頭四將要解散的消息……

### 第五章／在天上祈禱
- 原題：

在離天亮還有一小時的時候，敦也等三人收到了新的投信。寄信人自稱為「迷茫的汪汪」的十九歲的女孩，在信中她說道想辭去OL的工作轉行當酒家女，不知如何是好。三人認為她是個輕浮的女孩並回信，但在之後的來信中，迷茫的汪汪敘述了自己的詳細情況，三人不由得改變了想法……

## 登場人物
敦也
小偷三人組其中一人。三人中的帶頭，個性較為冷酷和衝動。母親是酒店小姐，年輕時生下他，卻未將他當兒子看待，不是離家好幾天沒買任何食物，就是放任同居人毆打敦也。一次敦也因為無法忍受飢餓而偷了路邊攤的串烤被抓，而後被送至孤兒院「丸光園」。
翔太
小偷三人組其中一人。身形矮小，臉上稚氣未脫，個性謙和，恭敬有禮,對於自己終於能夠幫助別人感到格外開心。
幸平
小偷三人組其中一人。身形高大但性格敦厚樸實，和其他兩人相比顯得較為笨拙木訥，心地十分熱心善良。
北澤 靜子（月亮兔）
第一章中的諮詢者，奧運擊劍日本候補代表，本想参加第二十二屆的莫斯科奥运会，但因男友（教練）患上癌症，在「照顧男友」和「聽從男友意見專心練習」之間不知如何抉擇。
松岡 克郎（Matsuoka Katsurou）（鮮魚店的音樂人）
第二章中的諮詢者，鮮魚店“魚松”老闆的兒子，父親健夫、母親加奈子希望身為家中獨子的他能繼承鮮魚店，但是克郎夢想成為歌手。在東京為夢想努力許久卻仍得不到賞識，決心因而產生動搖，向浪矢雜貨店諮詢該繼續追求夢想還是接受現實回家繼承魚店。
浪矢 雄治（Namiya Yuuji）
浪矢雜貨店的經營者，在妻子去世後一度一蹶不振，而後因為附近孩子們的一個玩笑決定開始替人消煩解憂，並以此作為新的人生意義。去世前一天回到雜貨店老家收到了來自未來的信，要求兒子貴之在三十三年後的忌日當天在網路宣布“浪矢雜貨店只限一晚的復活”。
浪矢 貴之（Namiya Takayuki）
浪矢雄治的兒子，有一個大兩歲的姐姐賴子。在雄治去世的前一天陪雄治回到雜貨店老家，並答應完成雄治之託。去世前將這份請託交給了擅長用電腦的孫子駿吾。
和久 浩介（Waku Kousuke）
第四章中的諮詢者，披頭四的歌迷。
父親貞幸公司經營失敗，打算和全家一起潛逃避債。化名「保羅·藍儂」向浪矢雜貨店諮詢是否該跟隨父親出走。出走前，看了披頭四解散的電影《顺其自然》而對人與人之間的緊密關係感到失望，將所有披頭四的黑膠唱片賣給同學後隨父母逃走，但最後選擇離開父母，展開新人生。後被警方送至丸光園。在浪矢雄治死後33年，“浪矢雜貨店只限一晚的復活”當夜決定回到這裡一聚。
武藤 晴美（Mutou Harumi）
第五章中的諮詢者。
白天是庶務OL，夜晚是酒家女。想辭掉OL的工作當全職酒家女，然後自立開店，成為有經濟能力的獨立女性，為此化名「迷茫的汪汪」向浪矢雜貨店諮詢是否該全心當酒家女，小時候在丸光園長大，與浩介認識。

## 舞台劇

### 2013年版
2013年5月11日到6月2日焦糖盒子劇團於東京日光（Sunshine）劇場、6月9日～16日於新神戶東方（Oriental）劇場公演，由成井豐撰寫劇本並親自執導。
登場角色及演員
- 桐生敦也：多田直人
- 太田翔子：渡邊安理
- 伊勢崎幸平：筒井俊作
- 松岡克郎／浪矢敏則（貴之的兒子）／小塚繁和：畑中智行
- 松岡健夫／安中玄太（小僧）／外嶋英輔（公司董事）：左東廣之
- 松岡加奈子／浪矢賴子／武藤晴美：岡田五月
- 松岡榮美子／川邊若菜（川邊綠的女兒）／小塚公子：林貴子
- 松岡重造（克郎的叔父）／浪矢駿吾／富岡信二：鈴木秀明／毛塚陽介
- 皆月良子／川邊綠：前田綾
- 水原芹／皆月曉子：原田樹里
- 館林寛子（皆月家女當家）／水原龍之／田村秀代：笹川亞矢奈／小林春世
- 沼田靜人（皆月家使者）／浪矢貴之／苅谷創一（副館長）：阿部丈二
- 浪矢雄治：西川浩幸

### 2016年版
2016年4月到5月於Zepp藍劇場六本木與BRAVA劇院！公演。由成井豐撰寫劇本並親自執導。
登場角色及演員
- 桐生敦也：多田直人
- 太田翔太：松田凌
- 伊勢崎幸平：鮎川太陽
- 水原芹／皆月曉子：菊池美香
- 松岡克郎／浪矢敏則／小塚繁和：鯨井康介
- 松岡健夫／安中玄太／外嶋英輔：石橋徹郎
- 皆月良子／川邊綠：大森美紀子
- 松岡加奈子／浪矢頼子／武藤晴美：岡内美喜子
- 沼田静人／浪矢貴之／苅谷創一：左東廣之
- 松岡栄美子／川邊若菜／小塚公子：小林春世
- 館林寬子／水原龍之／田村秀代：金城麻美（金城あさみ）
- 松岡重造／浪矢駿吾／富岡信二：近藤利紘
- 浪矢雄治：川原和久

### 2017 年版
2017年5月17日至21日，Musical Company It's Follies剧团的版本在東京都中野区的Pocket Square剧场上演。
登场角色及演员
- 敦也 - 加藤木風舞
- 翔太 - 吉村健洋
- 幸平 - 井原和哉
- 浪矢雄治 - 森隆二
- 皆月暁子 - 水谷圭見
- 浪矢貴之 - 大塚庸介 / 吉田雄
- 北沢静子 - 宮田佳奈 / 矢野叶梨
- 静子の恋人 - 前田龍佑
- 松岡克郎 - 吉田雄 / 大塚庸介
- 松岡加奈子 - 茂木沙月
- 松岡栄美子 - 富松真子 / 刀根友香
- 水原セリ - 田中愛実 / 滝川華子
- 武藤晴美 - 鈴木彩子 / 池田和
- 皆月和枝 - 中山圭 / 新井あゆ美
- 外島真里 - 山脇明日香 / 近藤美亜
- マヤ - 福間美里 / 大川永
- 百点娘 子供 - 三谷千季
- 百点娘 大人 - 大川永
- ガメラの友達 子供 - 福間美里
- ガメラの友達 大人 - 田中由衣
- ライトで八番 子供 - 東城由依
- ライトで八番 大人 - 向谷地愛

### 中國大陸版 (2017年起全國巡演)
- 2017年10月27日至11月19日，祺天文化的版本於上海蘭心大戲院 首演，並連續上演18場。
- 2018年3月8日至18日，於上海ET聚場（上海共舞台）上演。
- 2018年4月5日至6日，於蘇州文化藝術中心上演。
- 2018年4月11日至15日，於北京保利劇院上演。
- 2018年6月1日至2日於江西藝術中心大劇院上演。
- 2018年6月8日至9日於成都錦城藝術宮上演。
- 2018年6月15至16日於重慶群星劇院上演。
- 2018年6月22至23日於西安人民劇院上演。
- 2018年6月29日至7月1日於深圳大劇院上演。
- 2018年7月6日至8日於廣州友誼劇院上演。
- 2018年7月13日至14日於南京保利大劇院上演。
- 2018年8月14日於佛山大劇院上演。
- 2018年9月14至15日於杭州劇院上演。
- 2018年9月21至22日於武漢劇院上演。
- 2018年12月22至31日於上海人民大舞台上演。
- 2019年2月27日於瀋陽盛京大劇院上演。
- 2019年3月5日於大連國際會議中心大劇院上演。
- 2019年3月5日於山東煙台大劇院上演。
- 2019年3月8日於濱州保利大劇院上演。
- 2019年3月19日於安徽合肥大劇院上演。
- 2019年3月22日於江蘇無錫大劇院上演。
- 2019年3月24日於江蘇宜興保利大劇院上演。
- 2020年8月7日至8日於福建泉州大劇院上演。
- 2020年8月11日於福建廈門滄江劇院上演。
- 2021年4月25日於福建福州大劇院上演。
- 2021年5月28日於寧波文化廣場大劇院上演。
- 2021年6月14日於廣西南寧劇場上演。
- 2021年6月18日至19日於深圳坪山大劇院上演。
- 2021年6月27日至28日於杭州宋城大劇院上演。
- 2021年8月20日至21日於北京保利劇院上演。
- 2022年7月22至23日於北京展覽館劇場上演。
- 2022年7月29至30日於天津津灣大劇院上演。
- 2022年8月19至21日於上海東方藝術中心上演。
- 2023年5月6至7日於澳門文化中心上演。
- 2023年5月13至14日於深圳光明文化藝術中心上演。
- 2023年5月26至27日於成都高新中演大劇院上演。
- 2023年6月2日於福建閩南大戲院上演。
- 2023年9月8日至9日於南京文化藝術中心上演。
- 2023年9月22日於海口灣演藝中心上演。

主創團隊出品/製作：上海祺天文化發展有限公司
- 原作：東野圭吾
- 授權：株式會社 KADOKAWA
- 聯合主辦：株式會社アクセスブライト、上海通耀信息科技有限公司
- 全程主辦：大景文化（北京）有限公司
- 出品人：劉方祺
- 導演：劉方祺
- 製作人：王玉楠
- 編劇：王非一
- 配樂、聲音設計：大草
- 舞美設計：唐明飛、李禕
- 燈光設計：陳璐
- 造型設計：劉佳瑋
- 舞美製作：神釜
- 道具設計：胡易非
- 現場偶動畫設計：劉子夢
- 執行製作人：鄒劍文
- 宣傳策劃：鮑曄
- 宣傳：唐夢婕
- 日語字幕：佐高春音

### 2018 年香港版
2018年10月13日至28日，中英劇團的版本在香港葵青劇院上演。
登場角色及演員
- 浪矢雄治：馮祿德
- 桐生敦也：邢　灝
- 太田翔太：袁浩楊
- 伊勢崎幸平：張焱
- 松岡克郎／浪矢駿吾：梁仲恆
- 水原芹／皆月曉子／小塚公子：陳琳欣
- 松岡加奈子／浪矢頼子／武藤晴美：胡麗英
- 松岡健夫／安中玄太／苅谷創一：高繼祥
- 松岡重造／浪矢敏則／外島英輔：李俊傑
- 浪矢雄治 (青年期)／浪矢貴之：麥沛東
- 皆月良子／川邊若菜：白清瑩
- 川邊 綠／館林寬子／田村秀代／松岡栄美子：劉雨寧
- 沼田靜人／小塚繁和／富岡信二：朱勇
- 水原龍：鄧爵昊／王彥皓

創作及製作人員
- 原著	：東野圭吾
- 改編	：成井 豐 (焦糖盒子演劇集團)
- 企劃協力：KADOKAWA／ネビュラプロジェクト
- 翻譯	：江佳蒨
- 導演	：盧智燊
- 佈景設計 ：王健偉
- 服裝設計 ：張思勤
- 燈光設計 ：黃宇恒
- 作曲及編曲 ：賴映彤
- 音響設計 ：夏恩蓓
- 主題曲作曲 ：陳健安
- 主題曲作詞 ：Oscar
- 主題曲編曲 ：賴映彤
- 插畫	：Noble Wong

### 2020 年台灣版
2020年9月4日至20日，果陀劇場的版本在台灣台北水源劇場上演、2021年1月15至24日於新北藝文中心上演、2021年3月6至7日於臺中國家歌劇院中劇院上演。
登場角色及演員
- 楊志雄：張復建
- 吳敦學（敦仔）／男客：沈威年
- 張泰翔（阿翔）／部屬A：王肇陽/崔台鎬(新北場)
- 林信平（阿信）／部屬B：吳言凜/蔡邵桓(新北場)
- 楊宗貴／余克岡（魚店音樂人）：洪健藏/林子恆(新北場)
- 魏宜靜（月亮兔）／余榮美／酒吧老闆娘／蔣曉月：賴盈螢
- 記者／袁昕琴／伍晴美（迷惘的汪汪）：余佩真
- 阿克父／陸廣浩（保羅藍儂）：韓賓（許弘蔚）

創作及製作人員
- 原著	：東野圭吾
- 授權	：株式会社KADOKAWA
- 聯合主辦：通耀ACCESSBRIGHT
- 監修顧問：大里雄二
- 編劇	：涂谷苹
- 導演	：王慕天
- 舞台設計 ：陳亮儒
- 燈光設計 ：劉柏欣
- 服裝造型設計 ：陳玟良
- 音樂設計 ：沈筑婷
- 動作設計 ：劉睿筑
- 舞台監督 ：張以沁
- 主題曲作曲 ：王慕天
- 主題曲作詞 ：王慕天
- 主題曲編曲 ：沈筑婷

### 2022 年香港版 (重演)
2022年10月15日至30日，中英劇團的重演版本在香港葵青劇院上演。
登場角色及演員 (由於有演員需要按檢疫要求接受隔離，部分場次的演出需作出角色調動)
- 浪矢雄治：馮祿德
- 松岡克郎：陳健安
- 桐生敦也：蘇振維
- 太田翔太：袁浩楊
- 伊勢崎幸平：廖國堯
- 水原芹：文愷霖
- 皆月曉子／小塚公子：陳琳欣 (10月15日至23日的場次由文愷霖演出)
- 武藤晴美：蔡蕙琪 (10月15日至16日的場次由黃熙童演出)
- 浪矢頼子 / 松岡栄美子：黃熙童
- 松岡健夫：高繼祥 (10月27日至28日的場次由盧智燊演出)
- 安中玄太：高繼祥 (10月27日至28日的場次由彭展鏗演出)
- 川邊 綠／館林寬子／田村秀代／松岡加奈子：劉雨寧 (10月15日至23日的場次由陳琳欣演出)
- 浪矢雄治 (青年期)／外島英輔：尹溥程
- 浪矢貴之／沼田靜人：劉仲軒
- 浪矢駿吾／苅谷創一／富岡信二：阮瀚祥
- 皆月良子／川邊若菜：白清瑩
- 浪矢雄治 (青年期) / 浪矢敏則：彭展鏗
- 松岡重造：黃楚軒 (10月15日至23日的場次由彭展鏗演出)
- 小塚繁和：黃楚軒 (10月15日至23日的場次由盧智燊演出)
- 水原龍／小學生：孔祥風／邱靖桐
- 群眾／替補演員：羅文澤

創作及製作人員
- 原著	：東野圭吾『ナミヤ雑貨店の奇蹟』（角川文庫刊）
- 改編	：成井 豐 (焦糖盒子演劇集團)
- 企劃協力：KADOKAWA／ネビュラプロジェクト
- 翻譯	：江佳蒨
- 導演	：盧智燊
- 佈景設計 ：王健偉
- 服裝設計 ：蘇善誼
- 燈光設計 ：黃宇恒
- 作曲及編曲 ：賴映彤
- 音響設計 ：夏恩蓓
- 主題曲作曲 ：陳健安
- 主題曲作詞 ：Oscar
- 主題曲編曲 ：賴映彤
- 插畫	：Noble Wong

### 2023 年香港版 (第三度公演)
2023年10月14日至29日，中英劇團的第三度公演版本在香港葵青劇院上演。
登場角色及演員
- 浪矢雄治：馮祿德
- 松岡克郎：陳健安
- 桐生敦也：蘇振維
- 太田翔太：袁浩楊
- 伊勢崎幸平：廖國堯
- 水原芹 / 皆月曉子：文愷霖
- 浪矢頼子 / 武藤晴美：蔡蕙琪
- 松岡健夫 / 安中玄太：高繼祥
- 田村秀代 / 川邊 綠 / 館林寬子 / 松岡加奈子：劉雨寧
- 浪矢雄治 (青年期) / 外島英輔：尹溥程
- 浪矢貴之 / 沼田靜人：劉仲軒
- 浪矢駿吾 / 苅谷創一：阮瀚祥
- 皆月良子 / 川邊若菜：白清瑩
- 松岡重造 / 富岡信二 / 浪矢雄治 (青年期)：黃楚軒
- 小塚繁和 / 浪矢敏則：朱勇
- 松岡榮美子 / 小塚公子：黃熙童
- 水原龍 / 小學生：邱靖桐 / 梁熙霆

創作及製作人員
- 原著	：東野圭吾『ナミヤ雑貨店の奇蹟』（角川文庫刊）
- 改編	：成井 豐 (焦糖盒子演劇集團)
- 企劃協力：KADOKAWA／ネビュラプロジェクト
- 翻譯	：江佳蒨
- 導演	：盧智燊
- 佈景設計 ：王健偉
- 服裝設計 ：蘇善誼
- 燈光設計 ：黃宇恒
- 作曲及編曲 ：賴映彤
- 音響設計 ：夏恩蓓
- 主題曲作曲 ：陳健安
- 主題曲作詞 ：Oscar
- 主題曲編曲 ：賴映彤
- 插畫	：Noble Wong

### 2024 年台灣版
2024年5月4日，果陀劇場的版本在台灣新竹市文化局演藝廳上演、2024年5月11日於雲林縣文化處表演廳上演、2024年6月15至16日於臺中國家歌劇院中劇院上演。
【創作及製作群】
【創作及製作群】
主辦單位：果陀百娛股份有限公司、果陀劇場、新竹市文化局（新竹場）
協辦單位：雲林縣政府（雲林場）
原著：東野圭吾
授權：株式会社KADOKAWA
監修顧問：大里雄二
編劇：涂谷苹
導演：王慕天
舞台設計：陳亮儒
燈光設計：劉柏欣
服裝造型設計：陳玟良
音樂設計：沈筑婷
動作設計：劉睿筑
演員：張復建、沈威年、王肇陽、葛丞、余佩真、洪健藏、賴盈螢、韓賓

## 電影

### 日本版
由傑尼斯偶像山田涼介與影帝級演員西田敏行攜手主演，林遣都及門脇麥則飾演深受雜貨店諮詢影響的人物。
電影於2017年9月23日在日本全國上映，周末兩日票房突破2.1億日元。10月13日於台灣上映，周末票房突破1100萬台幣，創下2017年日本真人電影開票記錄。中国大陆于2018年2月2日上映。

### 中国版
2016年，中国万达影业和英皇影业宣布开启中国版电影《解忧杂货店》的制作。2017年8月，制片方曝光该电影海报和制作团队，韩寒担任艺术指导、董韵诗担任监制、韩杰担任导演，青年演员王俊凯、迪丽热巴、董子健领衔主演。电影于2017年12月29日上映。

## 外部連結
- （日語）待望の最新刊!ナミヤ雑貨店の奇蹟
- （繁體中文）博客來網路書店 解憂雜貨店 （页面存档备份，存于）
- （繁體中文）YouTube上的10.13【解憂雜貨店】 中文正式預告